# Яніш Карл Андрійович
Карл Фердинанд (Андрійович) Яніш (рос. Карл Андреевич Яниш нар. 11 квітня 1813, Виборг — пом. 7 березня 1872, Петербург) — російський шахіст, шаховий композитор, теоретик і літератор. Один з найсильніших шахістів Росії середини XIX сторіччя. Професор математики.

## Кар'єра
У шахи грав з дитинства. 1837 року опублікував дослідження «Відкриття в грі шахового коня» (рос. Открытия в игре шахматного коня), що аналізує позиції, де король і кінь з пішаками виграють проти короля з пішаками. Під час перебування за кордоном неодноразово грав з Тассіліо фон Гейдебранд унд дер Лаза та Людвіґом Бледовом.
Отримав запрошення на Перший міжнародний шаховий турнір (Лондон, 1851), але не зумів прибути туди вчасно. Після закінчення турніру зіграв матч з Говардом Стаунтоном — 2½:7½ (+2, -7, =1). Вигравав окремі партії в Ліонеля Кізерицького, Іґнаца Коліша та інших відомих шахістів Європи.

## Внесок у розвиток шахів
У книзі «Новий аналіз начал шахової гри» («рос. Новый анализ начал шахматной игры; т. 1-2, видані в 1842—1843 роках у Дрездені та Петербурзі) докладно розглянув найпопулярніші на той час дебюти (захист Петрова (російська партія), італійська партія, віденська партія, дебют слона, сицилійський гамбіт — 1. е4 с5 2. Ь4), а також дебютні системі, які запропонували петербурзькі шахісти.
Одне з продовжень іспанської партії носить ім'я Гамбіт Яніша. Ще існує варіант Яніша у Дебюті Понціані.
Один із засновників і вчений секретар Петербурзького товариства любителів шахової гри; автор і видавець «Уставу шахової гри» (1854 і 1858). Вів першу в Росії постійну шахову рубрику в газеті «Санкт-Петербургские ведомости» (з 1856).